# Sluis 0
Sluis 0 is een sluis in de Zuid-Willemsvaart, CEMT-klasse IV, in 's-Hertogenbosch, Nederland. De sluis ligt daar waar aan de noordzijde van het kanaal de Maastrichtseweg overloopt in de straat Zuid-Willemsvaart. Aan de zuidkant ligt de Van Veldekekade met de kruising met de Hekellaan.
De sluis heeft een schutlengte van 124,2 m, de kolk is 116,5 m lang en 26,4 m breed, de wijdte van de hoofden is 6,8 m.
Sluis 0 moest de in 1933 gesloopte Sluis 1 vervangen. Bij hoog water moest deze sluis de stad beschermen. Waar vroeger Sluis 1 heeft gelegen, is nog steeds zichtbaar in het landschap. Het kanaal is daar een stuk smaller. De Lambooijbrug gaat over dit stuk kanaal.
Sluis 0 ligt westelijker dan de gesloopte Sluis 1. Omdat de telling is begonnen in 's-Hertogenbosch, heeft deze sluis de naam Sluis 0 gekregen. Dit, omdat bij het bouwen van de sluis, Sluis 1 nog in bedrijf was. Na voltooiing werd Sluis 1 gesloopt.